# Дивно рекурсивний шаблон
Дивно рекурсивний шаблон (англ. curiously recurring template pattern (CRTP)) — ідіома в мові програмування C++, коли клас X є похідним від шаблону класу, інстанційованого із використанням самого X як шаблонного аргументу. Назва для цієї ідіоми була запропонована Джимом Копліном,, котрий розглянув її в одному з найперших шаблонних кодів на C++.

## Загальна форма
```
template
 
<
typename
 
T
>

struct
 
base

{

    
// ...

};

struct
 
derived
 
:
 
base
<
derived
>

{

    
// ...

};

```

Цей підхід можна використати для реалізації статичного поліморфізму, а також в деяких інших техніках метапрограмування як описано Андрієм Александреску в його книзі — Сучасне проєктування на C++.

## Статичний поліморфізм
```
#include
 
<iostream>

using
 
namespace
 
std
;

template
<
typename
 
Derived
>

struct
 
Base

{

    
void
 
foo
()

    
{

        
static_cast
<
Derived
*>
(
this
)
->
foo
();

    
}

};

struct
 
A
 
:
 
Base
<
A
>

{

    
void
 
foo
()

    
{

        
cout
 
<<
 
"A::foo();"
 
<<
 
endl
;

    
}

};

struct
 
B
 
:
 
Base
<
B
>

{

    
void
 
foo
()

    
{

        
cout
 
<<
 
"B::foo();"
 
<<
 
endl
;

    
}

};

template
<
typename
 
T
>

void
 
bar
(
Base
<
T
>&
 
base
)

{

    
base
.
foo
();

}

int
 
main
()

{

    
A
 
a
;

    
B
 
b
;

    
bar
(
a
);

    
bar
(
b
);
 

    
return
 
0
;

}

```

Цей підхід дає ефект подібний до використання віртуальних функцій, без ціни (і деякої гнучкості) динамічного поліморфізму. Це використання CRTP дехто називає «симулюванням динамічного зв'язування». Цей підхід широко використовується в Windows бібліотеках ATL і WTL.

## Лічильник об'єктів
Головна ціль лічильника об'єктів — отримання статистики створення й руйнування об'єктів даного класу. Це можна легко реалізувати із використанням CRTP:
```
template
 
<
typename
 
T
>

struct
 
counter

{

    
static
 
int
 
objects_created
;

    
static
 
int
 
objects_alive
;

    
counter
()

    
{

        
++
objects_created
;

        
++
objects_alive
;

    
}

protected
:

    
~
counter
()

    
{

        
--
objects_alive
;

    
}

};

template
 
<
typename
 
T
>
 
int
 
counter
<
T
>::
objects_created
(
 
0
 
);

template
 
<
typename
 
T
>
 
int
 
counter
<
T
>::
objects_alive
(
 
0
 
);

class
 
X
 
:
 
counter
<
X
>

{

    
// ...

};

class
 
Y
 
:
 
counter
<
Y
>

{

    
// ...

};

```

## Ланцюг методів
Для спрощення багаторазового виклику методів одного об'єкта в об'єктно-орієнтованих мовах програмування існує популярний прийом, відомий як англ. method chaining (ланцюг методів). Кожен з цих методів повертає об'єкт, дозволяючи тим самим виклик методів послідовно в одному виразі, без створення додаткових змінних для збереження тимчасових чи проміжних результатів.
Однак у випадках, коли цей прийом застосувати до об'єктів, що мають ієрархію, виникає ускладнення. Припустимо ми маємо наступний базовий клас:
```
class
 
Printer

{

public
:

      
Printer
(
ostream
&
 
pstream
)
 
:
 
m_stream
(
pstream
)
 
{}

 

      
template
 
<
typename
 
T
>

      
Printer
&
 
print
(
T
&&
 
t
)
 
{
 
m_stream
 
<<
 
t
;
 
return
 
*
this
;
 
}

 

      
template
 
<
typename
 
T
>

      
Printer
&
 
println
(
T
&&
 
t
)
 
{
 
m_stream
 
<<
 
t
 
<<
 
endl
;
 
return
 
*
this
;
 
}

private
:

      
ostream
&
 
m_stream
;

};

```

Його методи можуть бути легко викликані по ланцюгу:
```
Printer
{
myStream
}.
println
(
"hello"
).
println
(
500
);

```

Однак, коли ми задекларуємо похідний клас:
```
class
 
CoutPrinter
 
:
 
public
 
Printer

{

public
:

     
CoutPrinter
()
 
:
 
Printer
(
cout
)
 
{}

 

     
CoutPrinter
&
 
SetConsoleColor
(
Color
 
c
)
 
{
 
...
 
return
 
*
this
;
 
}

};

```

то «втратимо» інформацію про клас, при спробі викликати метод базового класу:
```
CoutPrinter
().
print
(
"Hello "
).
SetConsoleColor
(
Color
.
red
).
println
(
"Printer!"
);
 

// помилка компіляції, бо ми тут маємо об'єкт 'Printer', а не 'CoutPrinter'

```

Це трапилось тому, що 'print' є функцією базового класу — 'Printer', вона повертає екземпляр класу 'Printer'.
Дивно рекурсивний шаблон може бути використаний щоб запобігти вказаній проблемі і реалізувати
«Поліморфний ланцюг»:
```
// Базовий клас

template
 
<
typename
 
ConcretePrinter
>

class
 
Printer

{

public
:

      
Printer
(
ostream
&
 
pstream
)
 
:
 
m_stream
(
pstream
)
 
{}

 

      
template
 
<
typename
 
T
>

      
ConcretePrinter
&
 
print
(
T
&&
 
t
)

      
{

          
m_stream
 
<<
 
t
;

          
return
 
static_cast
<
ConcretePrinter
&>
(
*
this
);

      
}

 

      
template
 
<
typename
 
T
>

      
ConcretePrinter
&
 
println
(
T
&&
 
t
)

      
{

          
m_stream
 
<<
 
t
 
<<
 
endl
;

          
return
 
static_cast
<
ConcretePrinter
&>
(
*
this
);

      
}

private
:

      
ostream
&
 
m_stream
;

};

 

// Похідний клас

class
 
CoutPrinter
 
:
 
public
 
Printer
<
CoutPrinter
>

{

public
:

     
CoutPrinter
()
 
:
 
Printer
(
cout
)
 
{}

 

     
CoutPrinter
&
 
SetConsoleColor
(
Color
 
c
)
 
{
 
...
 
return
 
*
this
;
 
}

};

 

// використання

 
CoutPrinter
().
print
(
"Hello "
).
SetConsoleColor
(
Color
.
red
).
println
(
"Printer!"
);

```

## Домішки
Дивно рекурсивний шаблон також може бути використаний для реалізації домішок. Поширеним прикладом є клас std::enable_shared_from_this, породжені класи від якого здатні повертати std::shared_ptr на свої екземпляри.
Тобто, якщо клас MySharedClass породжений від public std::enable_shared_from_this то він матиме метод shared_from_this, який повертатиме std::shared_ptr на екземпляр.